# Blas Herrero
Blas Herrero Fernández (Siero, 1949-) es un empresario e inversor español.

## Biografía
En 1981 la sociedad estatal La Lactaria Española (LESA) se deshizo, a través de una sociedad mixta denominada Lácteas Reunidas Asturianas, de la cooperativa de leche asturiana, dejándola bajo el control de un joven Blas Herrero. La nueva sociedad impulsó la marca láctea RAM. En efecto, desde finales de la década de 1970, en una fuerte crisis industrial, la sociedad estatal Instituto Nacional de Industria (INI) había ido absorbiendo a algunas cooperativas en crisis bajo la marca pública La Lactaria Española. Tal era el caso también de la Cooperativa Lechera SAM de Cantabria.
En 2002, Blas Herrero saltó a la fama tras el éxito de las emisoras de radio Kiss FM, concesiones radiofónicas obtenidas desde la liberación del sector en 1989 con la marca Radio Blanca.

### Operación Arco Iris
Entre 1989 y 1992, el Gobierno de Felipe González y varios gobiernos autonómicos españoles otorgaron decenas de concesiones de radios de FM. Entre las 153 emisoras que concedería el Gobierno central y otras 198 que correspondían a siete comunidades autónomas, hubo varios empresarios favorecidos por las dádivas oficiales, entre los que se cuentan el publicista Ángel Cambronero, el periodista Jordi García Candau, ex director general de RTVE, y el empresario asturiano Blas Herrero. Según algunos medios, la operación recibió el apelativo de Arco Iris.

### Discovery
En 2015, Herrero logró una licencia de televisión en la nueva TDT. En efecto, un Consejo de Ministros presidido por Mariano Rajoy le otorgó una canal de televisión TDT que el empresario asturiano puso a disposición de la empresa estadounidense Discovery Communications.

### Duro Felguera
La dura crisis estructural de la siderurgia asturiana estuvo representada en 2020 por la empresa Duro Felguera. Tras varios ERTES, la compañía estaba en riesgo de desaparecer. En noviembre de 2020, el Consejo de Administración de la compañía estudió varias ofertas, entre ellas la del empresario Blas Herrero. El empresario asturiano presentó un compromiso de apoyo de los siete bancos acreedores, así como el pago de la deuda de la compañía (95 millones de euros) y la solicitud al Gobierno de 200 millones a través de la SEPI (Sociedad Estatal de Participaciones Industriales). Harían falta además que 300 millones de euros fueran cubiertos por la Compañía Española de Seguros de Crédito a la Exportación (Cesce). En contraposición, se ofrecía un puesto en el consejo al Principado de Asturias y otro a la SEPI.

### Operación Cadena SER
En noviembre de 2020, Herrero lanzó una OPA por la propiedad del Diario El País y la Cadena SER a Prisa por un montante de 200 millones de euros. El Consejo de Administración de Prisa, convocado de urgencia, rechazó la oferta de Herrero el 20 de noviembre de 2020.